# كنز وطني ياباني

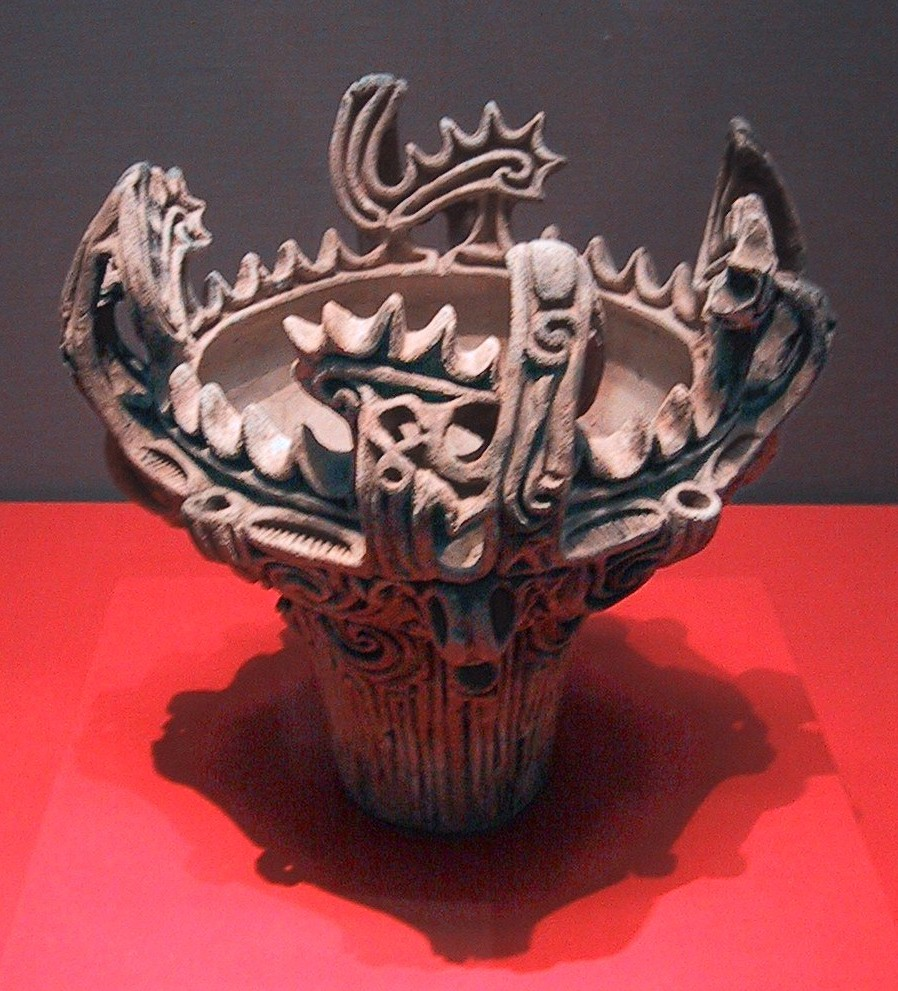
وعاء من فترة جومون (2000 - 3000 ق.م.)

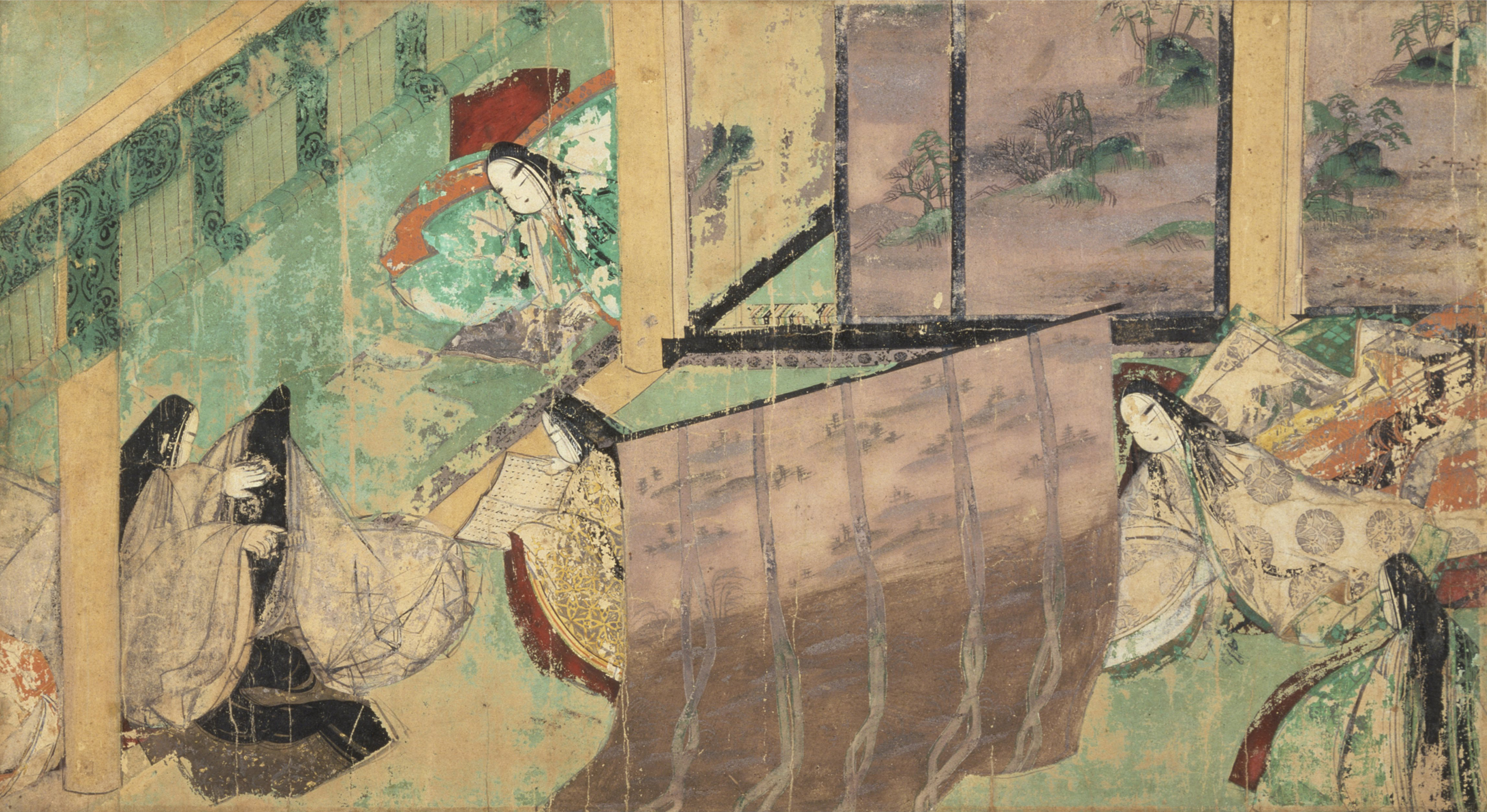
لوحة من قصة غنجي (القرن الثاني عشر).

قلعة هيميجي (عقد 1580)

تقر وزارة التعليم والثقافة والرياضية والعلوم والتقنية اليابانية بعض أشهر الممتلكات الوطنية على أنها كنز وطني (باليابانية: 国宝 كوكوهو)، بعض الأشياء التي تحصل على هذا التقييم تتضمن: 
- المباني، كالقلاع، المعابد، الأضرحة
- الرسومات، المخطوطات، اللوحات، وأعمال الخط الياباني
- التماثيل من الحجر والبرونز والخشب أو المواد الأخرى
- المصنوعات اليدية، مثل الأواني الفخارية، السيوف، والمنسوجات
- المواقع المعمارية والتاريخية متضمنة الآثار المدفونة، المخطوطات، والرسائل
- الأشخاص، ويدعون باسم أعلام كنوز (人間国宝 نينغين كوكوهو).[1]

معظم الكنوز الوطنية تكون في المتاحف، مثل المتاحف الوطنية في طوكيو وكيوتو ونارا، أو في المعابد البوذية أو الجينجا الشنتوية، القلاع وبعضها مفتوح لزيارة العامة، أما الأشخاص فهم من تقر الحكومة بقدرتهم على أداء فنون تراثية مثل النو، بونراكو، أو كابوكي والصناع التقليديين.